# Labidochromis caeruleus
Labidochromis caeruleus es una especie de peces de la familia Cichlidae en el orden de los Perciformes. Se le conoce comúnmente como pez limón o como cíclico limón. Es un pez omnívoro originario de África, concretamente del lago Malawi. En estado natural, la especie del cíclido limón no es territorial en absoluto. Tampoco son muy agresivos, siendo considerados de los más pacíficos. No obstante, en cautividad presentan una gran territorialidad dependiendo de su tamaño en comparación con otros cíclicos con los que conviva.

## Morfología
Los machos pueden llegar alcanzar los 15,1 cm de longitud total. Los machos son de mayor tamaño y de coloración más intensa. 

## Distribución geográfica
Se encuentra en el África Oriental: noroeste del lago Malawi.